# Bylanka (přítok Šembery)
Bylanka je pravostranný přítok říčky Šembery v okrese Kolín ve Středočeském kraji. Délka toku činí 13,0 km. Plocha povodí měří 38,4 km².

## Průběh toku
Bylanka pramení jižně od osady Dobré Pole v nadmořské výšce okolo 355 m. Po celé své délce teče převážně severním směrem. Protéká výše zmíněnou osadou, Viticemi a Bylany, nad nimiž přijímá zleva svůj největší přítok Chotýšský potok. Dále protéká Lstiboří, pod níž se vlévá v nadmořské výšce 210 m do říčky Šembery na jejím 12,7 říčním kilometru.

### Větší přítoky
- levé – Chotýšský potok

## Vodní režim
Průměrný průtok u ústí činí 0,11 m³/s.